# Comitatul Marion, Indiana
Comitatul Marion (în engleză Marion County) este un comitat din statul Indiana, Statele Unite ale Americii. Conform recensământului din 2010 avea o populație de 903.393 de locuitori, fiind cel mai mare comitat din stat și al 55-lea din Statele Unite, cu o populație mai mare decât cea a șase state ale SUA. Reședința comitatului este orașul Indianapolis, capitala statului și cel mai mare oraș din stat.

## Geografie

### Comitate adiacente
- Hamilton County  (nord)
- Hancock County  (est)
- Shelby County  (sud-est)
- Johnson County  (sud)
- Morgan County (sud-vest)
- Hendricks County (vest)
- Boone County (nod-vest)

### Autostrăzi majore
Autostrăzi interstatale
- I-65
- I-69*
- I-70
- I-74
- I-465

US Highways
- US 31
- US 36
- US 40
- US 52
- US 136
- US 421

## Demografie
|  | Graficele sunt indisponibile din cauza unor probleme tehnice. Mai multe informații se găsesc la Phabricator și la wiki-ul MediaWiki. |

Date: Wikidata - grafică realizată de Wikipedia